# Claude Lemaire
Claude Lemaire (21 februari 1921 - 5 februari 2004) was een Frans entomoloog gespecialiseerd in vlinders, met name nachtpauwogen (Saturniidae).

## Levensloop
Lemaire studeerde algemene economie en civiel recht aan de Universiteit van Parijs. Daar werd hij meester in de rechten en promoveerde er. Aansluitend werkte hij van 1949 tot 1956 op de juridische afdeling van een bank, en vervolgens van 1957 tot 1959 als veilingmeester bij veilinghuis Drouot in Parijs.
In 1972 werd hij voorzitter van de 'Société entomologique de France'; in 1992 werd hij voorzitter van de 'Association for Tropical Lepidoptera' en tweemaal was hij vicevoorzitter van de Lepidopterists’ Society.
Lemaire specialiseerde zich in nachtpauwogen. Hij schreef ongeveer 100 wetenschappelijke artikelen en boeken en benoemde in totaal 319 geslachten, soorten, ondersoorten en variëteiten.
- Gemeinsame Normdatei: 1215769350
- International Standard Name Identifier: 0000 0000 8392 1841
- Library of Congress Control Number: n86085114
- Système universitaire de documentation: 060949856
- Virtual International Authority File: 69857242
- WorldCat: E39PBJh8Mt7hFTg7thH3QVRMyd